# Vojinovce
Vojnoc en albanais et Vojinovce en serbe latin (en serbe cyrillique : Војиновце) est une localité du Kosovo située dans la commune/municipalité de Shtime/Štimlje, district de Ferizaj/Uroševac (Kosovo) ou district de Kosovo (Serbie). Selon le recensement kosovar de 2011, elle compte 1 238 habitants.

## Démographie

### Évolution historique de la population dans la localité
| 1948 | 1953 | 1961 | 1971 | 1981 | 1991  | 2011  |
| ---- | ---- | ---- | ---- | ---- | ----- | ----- |
| 606  | 682  | 729  | 842  | 991  | 1 058 | 1 238 |

|  |

### Répartition de la population par nationalités (2011)
En 2011, les Albanais représentaient 94,91 % de la population et les Ashkalis 5,01 %.